# Аневризма аорти
Аневризма аорти — розширення аорти на понад половину від її нормального діаметра. Зазвичай аневризми не спричинюють ніяких симптомів аж до свого розриву, лише в деяких хворих аневризми зумовлюють біль живота, спини або ніг.
Найчастіше аневризми розміщуються в черевній аорті, рідше в грудній. Аневризми аорти спричинюють ослаблення стінки аорти, підвищуючи ризик розриву аорти. У разі розриву стінки виникає масивна внутрішня кровотеча, що без негайного лікування завершується шоком і смертю.
Особам із підвищеним ризиком утворення аневризм рекомендовані скринінгове й ультразвукове дослідження. Засобами профілактики є усунення чинників ризику утворення аневризми, зокрема припинення куріння. Аневризми аорти стали причиною 152 000 смертей 2013 року, порівняно з 100 000 смертей 1990 року.

## Класифікація
Аневризми аорти розділяють за їхнім розміщенням в аорті:
- Аневризми кореня аорти, або аневризми Вальсальвової пазухи[en].
- Аневризми грудної аорти[en] (розміщені в грудній порожнині, також поділяються на аневризми висхідної аорти, дуги аорти та низхідної аорти).
- Аневризми черевної аорти — найпоширеніша локалізація аневризм аорти, сюди входять аневризми тієї частини аорти, що розміщена в черевній порожнині. До грудно-черевних аневризм залучена як грудна, так і черевна аорта.

За формою:
- Справжня аневризма (лат. Aneurysma verum) — ураження (відшарування) всіх трьох шарів аорти (інтими, медії, адвентиції).
- Розшаровуюча аневризма (лат. Aneurysma dessecans) — через надрив інтими утворюється порожнина в стінці аорти, яка відкривається назад в судину через надрив в іншому місці. При цьому відбувається розшарування стінок аорти й одночасний потік крові між ними(«Entry — Re-Entry» механізм).
- Несправжня аневризма (лат. Aneurysma spurium) — в місці дефекту судинної стінки збирається кров, внаслідок чого згодом навколо гематоми утворюється сполучнотканинна капсула.

## Етіологія
- Вроджені вади розвитку
- Атеросклероз
- Аутоімунні процеси
- Травми

## Чинники ризику
- Ішемічна хвороба серця
- Артеріальна гіпертензія
- Синдром Лойса-Дітца[en]
- Гіперхолестеринемія
- Гіпергомоцистеїнемія
- Підвищення вмісту C-реактивного білка
- Куріння
- Хвороба периферійних артерій
- Синдром Марфана
- Синдром Елерса — Данлоса
- Двозаслінковий аортальний клапан
- Сифіліс
- IgG4-асоційована хвороба[en]
- Вагітність
- Атеросклероз
- Травми, політравма
- Ускладнення після проведеної перкутанної транслюмінальної коронарної ангіопластики

## Патофізіологія
Причинами виникнення аневризми аорти можуть бути травми, інфекції, а найчастіше — вроджені аномалії еластинових і колагенових компонентів стінки аорти. Для істинно генетичних синдромів (Марфана, Елерса—Данло й інших) віднайдено чіткі генетичні аномалії, а також в аневризм як грудної, так і черевної аорти прослідковується чітка генетична складова в їхній етіології.

## Клінічні прояви
За симптомними проявами аневризми аорти поділяють на три групи:
- асимптомні
- симптомні
- розрив аневризми

Симптоми також на пряму залежать від локалізації аневризми.
- Симптоми аневризми грудного відділу аорти: біль у грудній клітці та спині (у 25 % хворих без розшарування; зазвичай постійний, пронизуючий, часто — сильний), дисфагія (рідко), захриплість, кашель, задишка (іноді залежать від положення тіла), кровохаркання і рецидивуючі пневмонії, симптом Горнера. При аневризмі висхідної аорти або дуги аорти можуть з'являтися симптоми недостатності аортального клапана (часто з симптомами серцевої недостатності) або синдрому верхньої порожнистої вени.
- Симптоми аневризми черевного відділу аорти: зазвичай відсутні; найчастіший симптом — це постійний, стискаючий біль у мезогастральній, гіпогастральній або поперековій ділянці, нагадує корінцевий біль (рухи не впливають на інтенсивність болю; може зменшуватись у положенні хворого лежачи з зігнутими у колінах ногами). Аневризму діаметром ≥5 см можна пропальпувати; часто — пальпаторно чутлива, особливо, якщо швидко збільшується. Над черевною аортою можна вислухати шуми.[1]

При розриві аневризми аорти спостерігаються значне посилення больових проявів та крововтрата. Летальність при цьому може сягати до 90 %.

## Діагностика
- Комп'ютерна томографічна ангіографія (КТ-ангіографія) — золотий стандарт. Дозволяє точно визначити розміри (з точністю до 0,2 см) та обширність аневризми, а також анатомічну залежність між аневризмою та сусідніми органами й артеріями, що відходять від аорти (іноді цього достатньо для передопераційної оцінки хворого), окрім того, дозволяє діагностувати супутнє розшарування, інтрамуральну гематому або пенетруючу виразку аорти
- Магнітно-резонансна ангіографія (МР-ангіографія)
- Ехокардіографія
- УЗД — для діагностики аневризми абдомінальної частини аорти

## Ускладнення
- Тромбоемболія
- Розрив аневризми з розвитком геморагічного шоку
- Стеноз аорти